# 三河荻原駅
三河荻原駅（みかわおぎはらえき）は、愛知県幡豆郡吉良町大字荻原（現、西尾市吉良町荻原）にあった、名古屋鉄道西尾線の駅。普通電車のみの停車駅で上横須賀駅と吉良吉田駅の間に位置していたが、2006年12月16日をもって廃止となった。2007年2月にホームや待合室など駅施設の撤去工事を行って駅跡地を整地し、線路への侵入を防ぐ柵が設置された。

## 歴史
- 1915年（大正4年）8月5日 - 西尾鉄道の荻原駅として開業。
- 1918年（大正7年）7月1日 - 荻原駅を三河荻原駅に改称[2]。
- 1926年（大正15年）12月1日 - 愛知電気鉄道が西尾鉄道を合併したため、同社の駅となる。
- 1935年（昭和10年）8月1日 - 愛知電気鉄道が名岐鉄道と合併したことにより名古屋鉄道が発足したため、同社の駅となる。
- 1960年（昭和35年）度 - 貨物営業廃止[3]。
- 1967年（昭和42年）9月10日 - 無人化[4]。
- 2006年（平成18年）12月16日 - 廃止[1][5]。
- 2007年（平成19年）2月 - プラットホーム等を撤去、駅跡地を整地して防護柵設置。

## 駅構造
単式1面1線ホームの地上駅で、駅集中管理システム未導入の無人駅。ホーム上に待合室はあるが駅舎がないため、直接ホームに入る構造となっていたが、西尾線の西尾駅以南と蒲郡線を走る西尾 - 蒲郡間で行われていたワンマン運転（通称・西蒲ワンマン）のため、ホームに券売機が設置されていた。

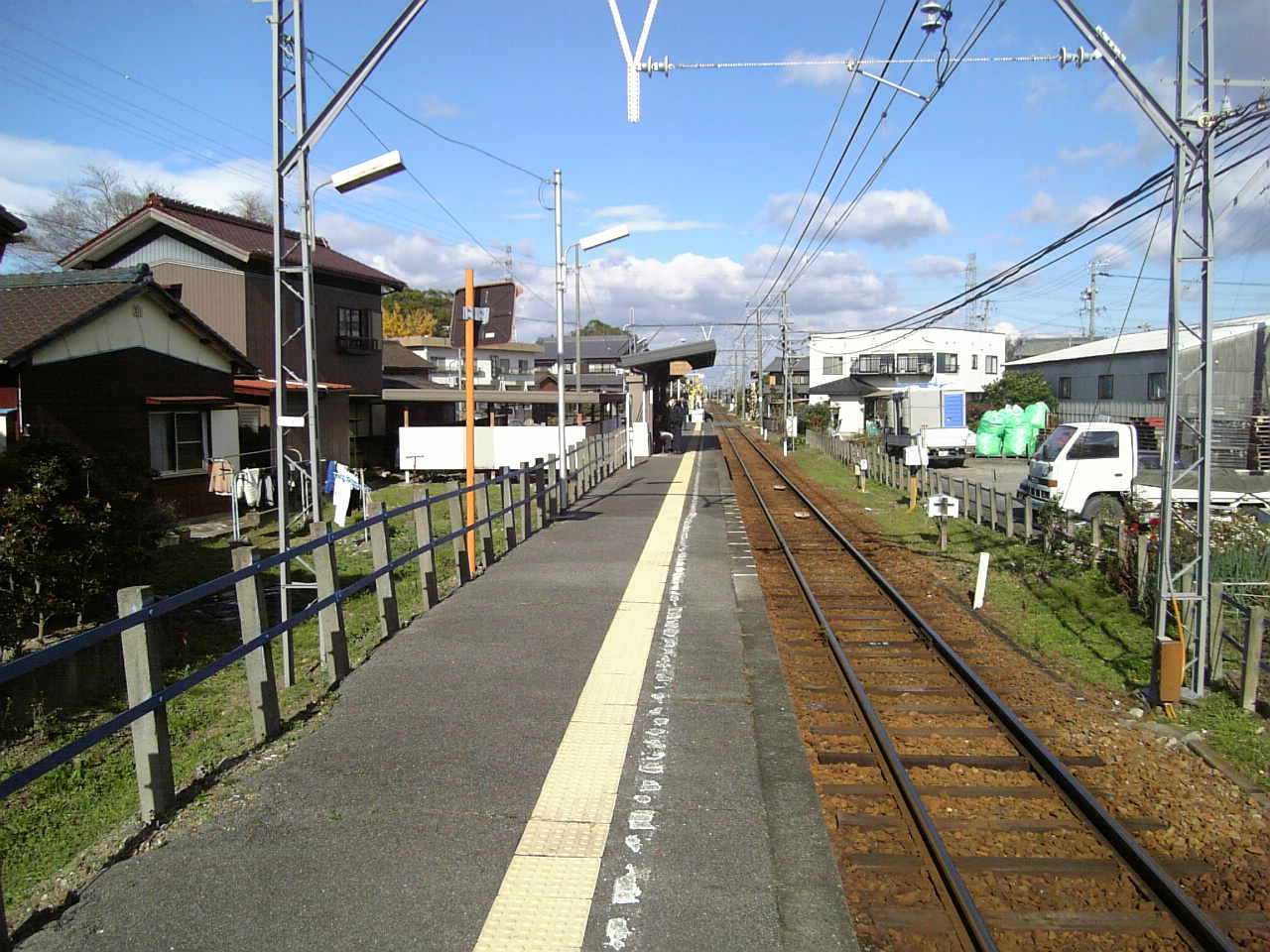
駅ホーム（営業当時）
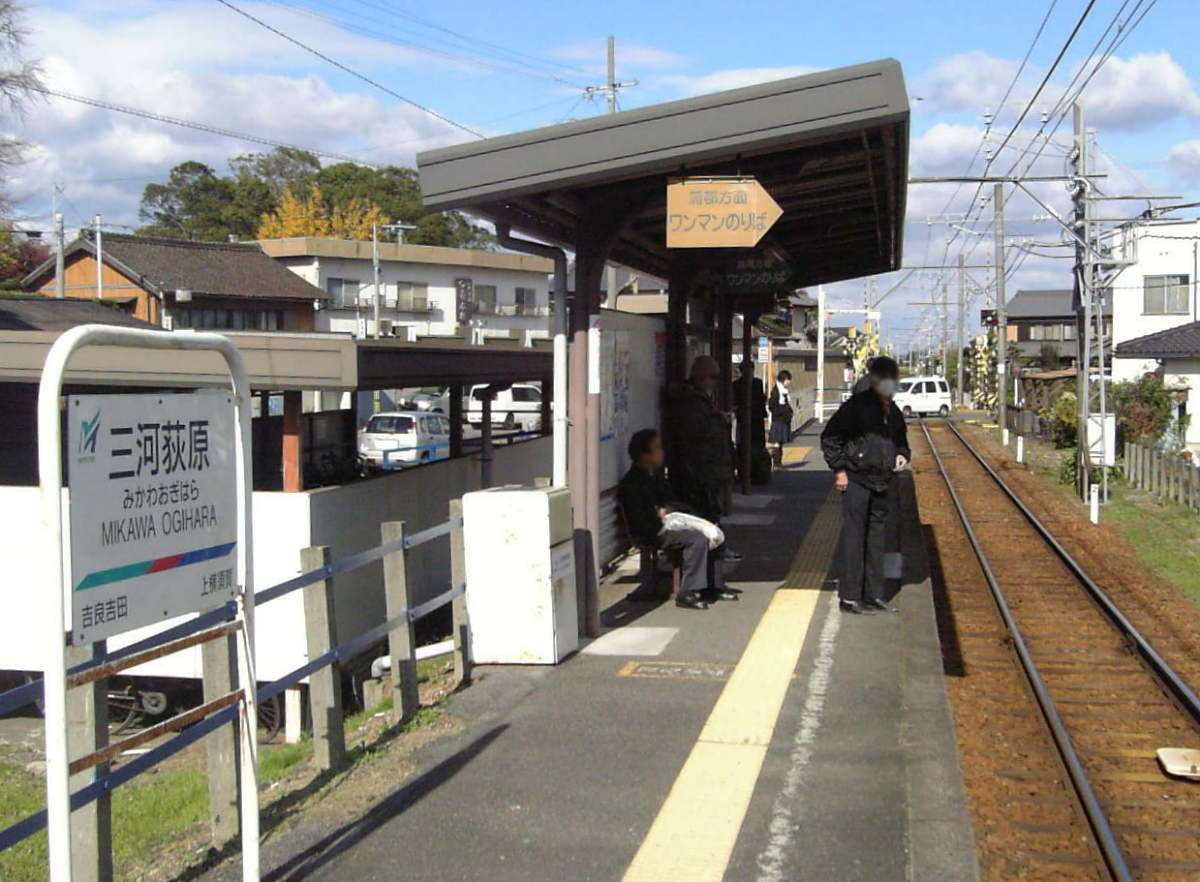
駅名標と待合所（営業当時）
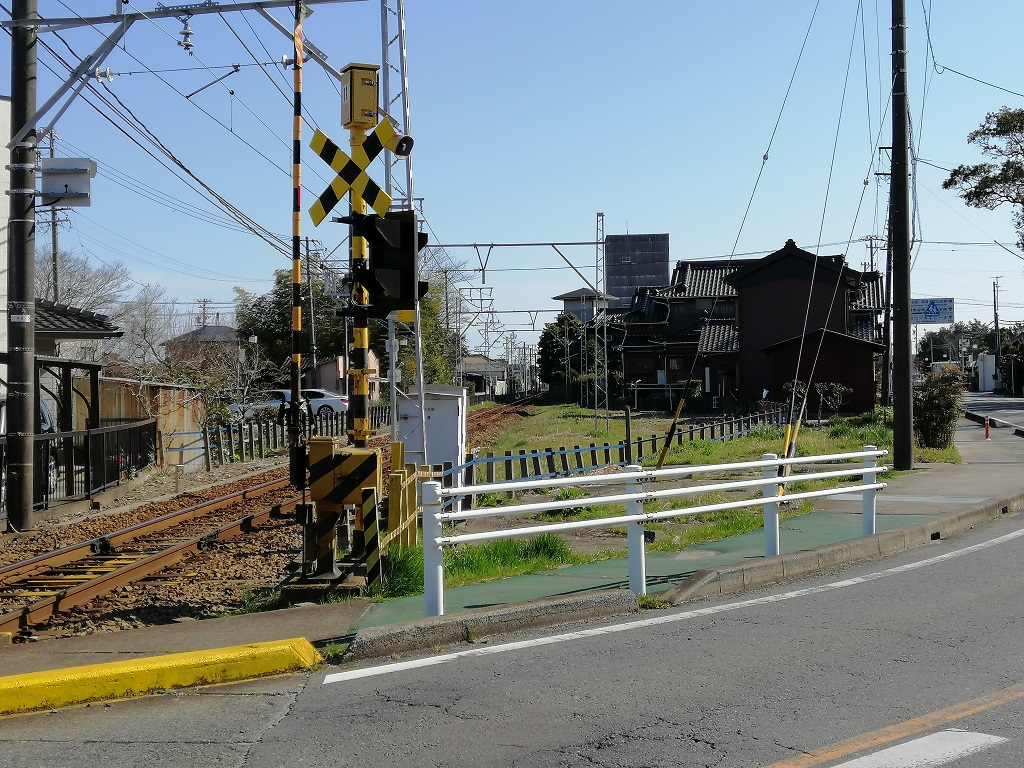
三河荻原駅 跡地

### 配線図
| ← 西尾方面 | 三河荻原駅 構内配線略図 | → 吉良吉田 蒲郡方面 |
| 凡例 出典: |                         |                     |

## 利用状況
- 『名古屋鉄道百年史』によると1992年度当時の1日平均乗降人員は373人であり、この値は岐阜市内線均一運賃区間内各駅（岐阜市内線・田神線・美濃町線徹明町駅 - 琴塚駅間）を除く名鉄全駅（342駅）中288位、 西尾線・蒲郡線（24駅）中20位であった[7]。
- 『愛知県統計年鑑』によると2005年度の乗車人員は1日平均139人であった[8]。2006年度までの1日平均乗車人員は下表の通り。

| 年度   | 1日平均 乗車人員 |
| ------ | ---------------- |
| 2001年 | 119              |
| 2002年 | 126              |
| 2003年 | 118              |
| 2004年 | 130              |
| 2005年 | 139              |
| 2006年 | 139              |

## 駅跡地周辺
- 西尾市役所吉良支所（旧・吉良町役場）

## 隣の駅
名古屋鉄道
■ 西尾線
■特急・□快速急行・■急行
通過
■普通
上横須賀駅 - 三河荻原駅 - 吉良吉田駅
かつては上横須賀駅 - 当駅間に東富田駅が存在した。